# Mesosetum filifolium
Mesosetum filifolium là một loài thực vật có hoa trong họ Hòa thảo. Loài này được F.T.Hubb. mô tả khoa học đầu tiên năm 1913.